# وندی و لوسی
وندی و لوسی (انگلیسی: Wendy and Lucy) یک فیلم درام آمریکایی به کارگردانی کلی رایکارد است که در سال ۲۰۰۸ منتشر شد. در این فیلم میشل ویلیامز نقش وندی را ایفا می‌کند، زنی بی سرپناه که به دنبال سگ گمشده‌اش، لوسی می‌گردد. این فیلم برای نخستین بار در جشنواره فیلم کن ۲۰۰۸ به نمایش درآمد.